# آلیوس آریستیدس
پوبلیوس الیوس آریستیدس تئودوروس (زبان یونانی: Πόπλιος Αἴλιος Ἀριστείδης Θεόδωρος؛ ۱۱۷–۱۸۱ میلادی) خطیب و نویسنده یونانی بود که به عنوان یکی از اعضای سوفسطایی دوم بود؛ گروهی از سخنوران مشهور و بسیار تأثیرگذار که از عهد نرون تا حدود ۲۳۰ بعد از میلاد می‌زیستند.
بیش از پنجاه سخنرانی و نطق او باقی مانده‌است که مربوط به دوران سلطنت آنتونینوس پیوس و مارکوس اورلیوس است. او ناطق موفقی بود ولی به خاطر سلسله بیماری‌هایی که بدان دچار شد، مدتی از تریبون‌ها دور افتاد. سپس سعی کرد از طریق ارتباط الهی با خدای اسکلپیوس و با تعبیر و اطاعت از رویاهایی که هنگام خواب در محوطه مقدس خدایان به او الهام می‌شد، درمان شود. او بعداً این تجربه را در یک سلسله گفتار با عنوان داستان‌های مقدس (Hieroi Logoi) روایت کرد. در اواخر عمر خود، آریستیدس کار خود را به عنوان سخنور از سر گرفت و به موفقیت چشمگیری دست یافت چنان‌که فیلوستراتوس درباره‌اش گفته‌است: «آریستیدس در میان همه سوفسطاییان کسی است که عمیقاً در هنرش مهارت دارد.»